# Patrick Robinson
Pour les articles homonymes, voir Robinson.
Patrick Robinson, né dans le Kent (Angleterre) le 21 janvier 1940, est un écrivain britannique, journaliste sportif de formation.

## Biographie
Patrick Robinson est tout d'abord chroniqueur pour le quotidien London Daily Express. Il écrit ensuite quatre livres sur les courses hippiques, dont Decade of Champions, cadeau officiel du président Reagan à la reine Élisabeth II lors de sa visite à Windsor en 1982.
En 1985, il rencontre un premier succès commercial avec Born to Win, biographie de John Bertrand, vainqueur de la Coupe de l'America 1983, qui devient un best-seller (notamment en Australie, pays de John Bertrand). Il remporte en 1989 le prix William Hill du meilleur livre sportif de l'année avec True Blue: Oxford Boat Race Mutiny, coécrit avec Dan Topolski, et qui relate une course nautique. Ce livre fut d'ailleurs adapté au cinéma par Ferdinand Fairfax en 1996 sous le titre True Blue et deviendra également un best-seller.
Un peu plus tard il rédige une biographie de Sandy Woodward, ancien sous-marinier et chef de guerre britannique durant la guerre des Malouines, dans One Hundred Days.
Depuis 1997 et Nimitz, son premier roman, il écrit principalement des techno-thriller ayant pour cadre l'univers des sous-marins et relatant des crises géopolitiques au XXIe siècle et qui sont tous des best-sellers. Il a rédigé un roman sur le baseball en 2004 (Slider).
Vivant désormais entre Dublin (Irlande) et Cap Cod (Massachusetts, États-Unis), il publie environ un roman par an.
En 2007, il écrit le roman Lone Survivor, sur la survie du Navy SEALs américain Marcus Luttrell, qui après l'échec d'une opération contre les Talibans, entrainant la mort de nombreux de ses camarades, voit sa survie assurée par un village pachtoune de l'Hindu Kush, le recueillant au nom du Pashtunwali (code d’honneur pachtoune). Le livre sera traduit en français en 2013 et porté à l'écran la même année par Peter Berg avec Mark Wahlberg dans le rôle de Luttrell.  
En 2013 il participe à Strictly Come Dancing 11.